# Dobry Pasterz

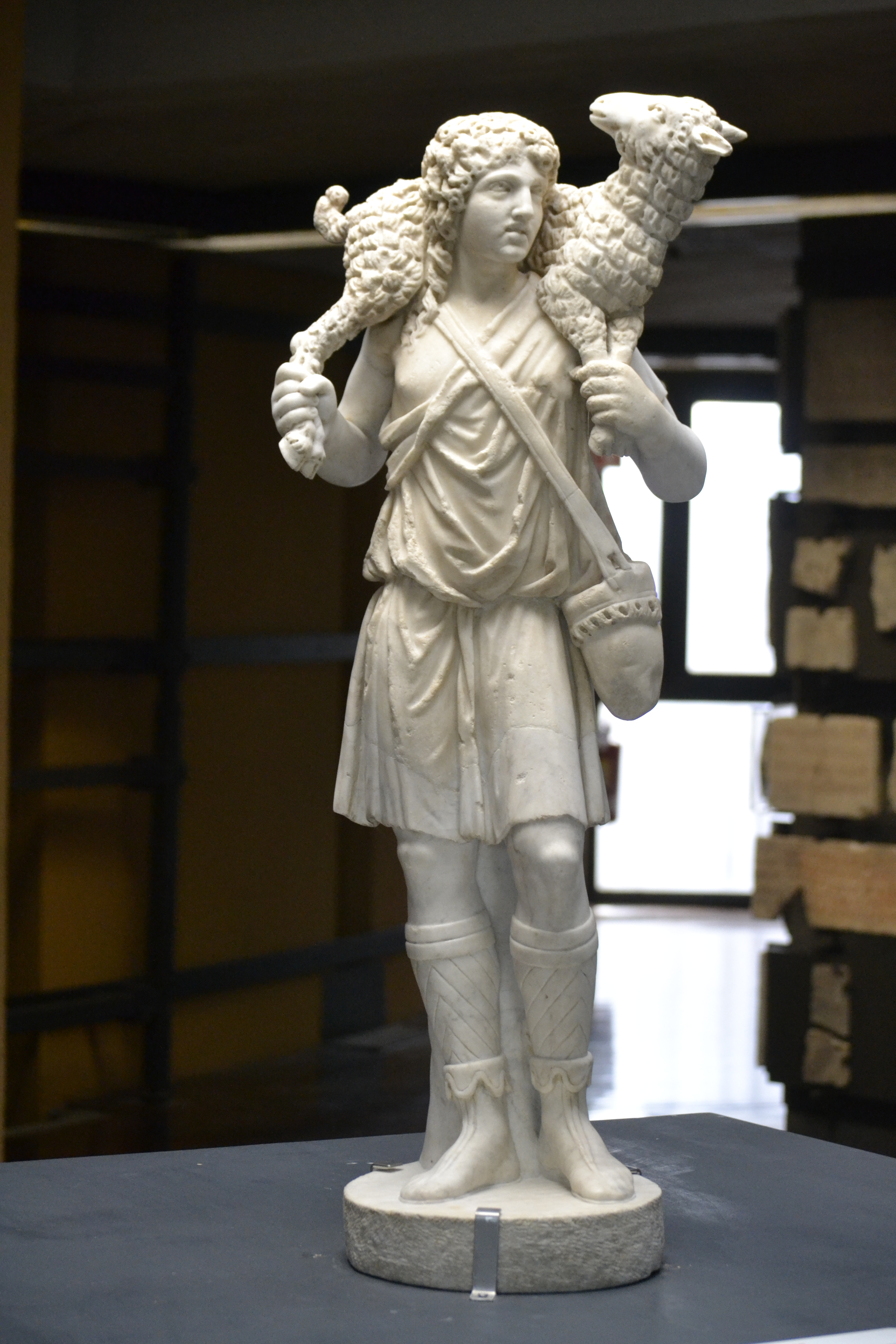
Dobry Pasterz, Muzea Watykańskie

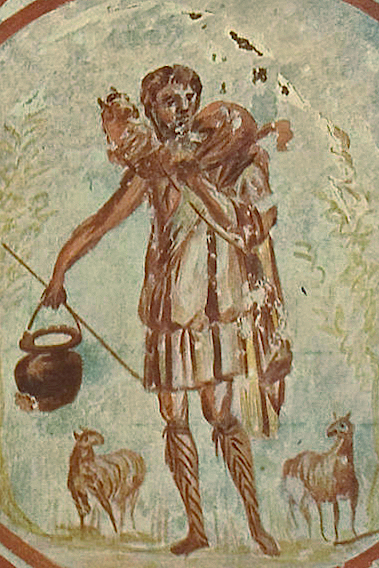
Dobry Pasterz, Katakumby Świętego Kaliksta

Dobry Pasterz –  tytuł Jezusa Chrystusa, odwołujący się do starotestamentowych obrazów króla bądź Boga jako pasterzy ludu i do określania Jezusa jako pasterza w Nowym Testamencie.
W ikonografii chrześcijańskiej Dobry Pasterz jest jednym z najstarszych przedstawień Jezusa Chrystusa.
Początkowo Dobrego Pasterza ukazywano jako młodzieńca bez brody niosącego owcę na ramionach. Przedstawienie to nawiązuje do znanych ze sztuki klasycznej wyobrażeń Hermesa.
Z czasem postać Chrystusa otrzymała dzisiejszą twarz z brodą. Dodano również atrybuty: płaszcz, laskę, torbę, niekiedy również flet i naczynie z mlekiem. Z pierwotnego przedstawienia poza owcą lub owcami pozostała również tunika bez rękawów.
W Kościele katolickim IV niedziela wielkanocna (w klasycznym rycie rzymskim II niedziela po Wielkanocy) obchodzona jest jako Niedziela Dobrego Pasterza – dzień szczególnej modlitwy o powołania.